# Mistrzostwa Świata w Kinballu 2015
Mistrzostwa Świata w Kinballu 2015
Mistrzostwa Świata w Kinballu odbyły się w Hiszpanii a dokładniej w Torrejon de Ardoz pod Madrytem w dniach 18-22 sierpnia. W mistrzostwach w kategorii męskiej zwyciężyła drużyna Japonii przed Francją i Czechami. Dużym zaskoczeniem był brak Kanady wśród drużyn występujących w finale, jak do tej pory to ta reprezentacja wygrywała wszystkie imprezy na jakich się pojawiła. Wśród kobiet wygrała reprezentacja Kanady, wygrywając wszystkie mecze, pokonując w finale Japonię i Francję.

## Punktacja
Za zwycięstwo w meczu drużyna dostaje 10 punktów, za drugie miejsce 6 punktów a za trzecie 2 punkty. Do tego dodawany jest bonus za grę fair play w wysokości pięciu punktów (za każde przewinienie jeden punkt mniej) oraz po jednym punkcie za każdy wygrany okres gry, czyli za zwycięstwo bez przewinień drużyna dostaje 18 punktów.

## Wyniki

### Wyniki mężczyźni
| Mecz       | 1 miejsce  | 2 miejsce        | 3 miejsce        |
| ---------- | ---------- | ---------------- | ---------------- |
| 1          | Szwajcaria | Słowacja         | Chiny            |
| 2          | Japonia    | Francja          | Belgia           |
| 3          | Kanada     | Hiszpania        | Słowacja         |
| 4          | Chiny      | Czechy           | Austria          |
| 5          | Japonia    | Szwajcaria       | Austria          |
| 6          | Belgia     | Chiny            | Korea Południowa |
| 7          | Francja    | Hiszpania        | Dania            |
| 8          | Kanada     | Czechy           | Korea Południowa |
| 9          | Kanada     | Francja          | Szwajcaria       |
| 10         | Belgia     | Dania            | Austria          |
| 11         | Japonia    | Korea Południowa | Hiszpania        |
| 12         | Czechy     | Słowacja         | Dania            |
| Półfinał 1 | Japonia    | Szwajcaria       | Hiszpania        |
| Półfinał 2 | Czechy     | Kanada           | Słowacja         |
| Półfinał 3 | Francja    | Chiny            | Belgia           |
| Finał      | Japonia    | Francja          | Czechy           |

### Tabela końcowa Mężczyźni
| Miejsce | Reprezentacja    |
| ------- | ---------------- |
| 1       | Japonia          |
| 2       | Francja          |
| 3       | Czechy           |
| 4       | Kanada           |
| 5       | Belgia           |
| 6       | Szwajcaria       |
| 7       | Chiny            |
| 8       | Słowacja         |
| 9       | Hiszpania        |
| 10      | Dania            |
| 11      | Korea Południowa |
| 12      | Austria          |

### Tabela końcowa Kobiety
| Miejsce | Reprezentacja    |
| ------- | ---------------- |
| 1       | Kanada           |
| 2       | Japonia          |
| 3       | Francja          |
| 4       | Belgia           |
| 5       | Korea Południowa |
| 6       | Hiszpania        |
| 7       | Szwajcaria       |
| 8       | Chiny            |
| 9       | Czechy           |